# Chemins de fer départementaux des Ardennes

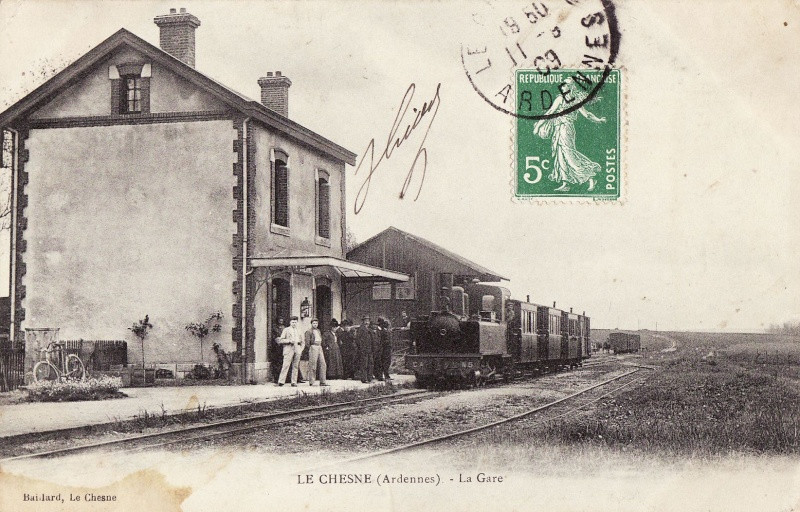
Een trein in het station van Le Chesne.

De Chemins de fer départementaux des Ardennes (CFDA) was de spoormaatschappij die de meterspoorlijnen van het Franse departement Ardennes exploiteerde. De maatschappij werd opgericht in 1895 en tegen 1909 was er 342 kilometer spoor in exploitatie. Vanaf 1947 werden de meterspoorlijnen uitgebaat onder de naam Régie départementale des Transports des Ardennes (RDTA). In 1950 zijn de laatste meterspoorlijnen in het departement opgeheven.
De CFDA was een typische Franse "secondaire" die geëxploiteerd werd met stoomtractie, sporen met een minimale boogstraal van 50 meter en een maximale helling van 3%.

## Verbindingen met België

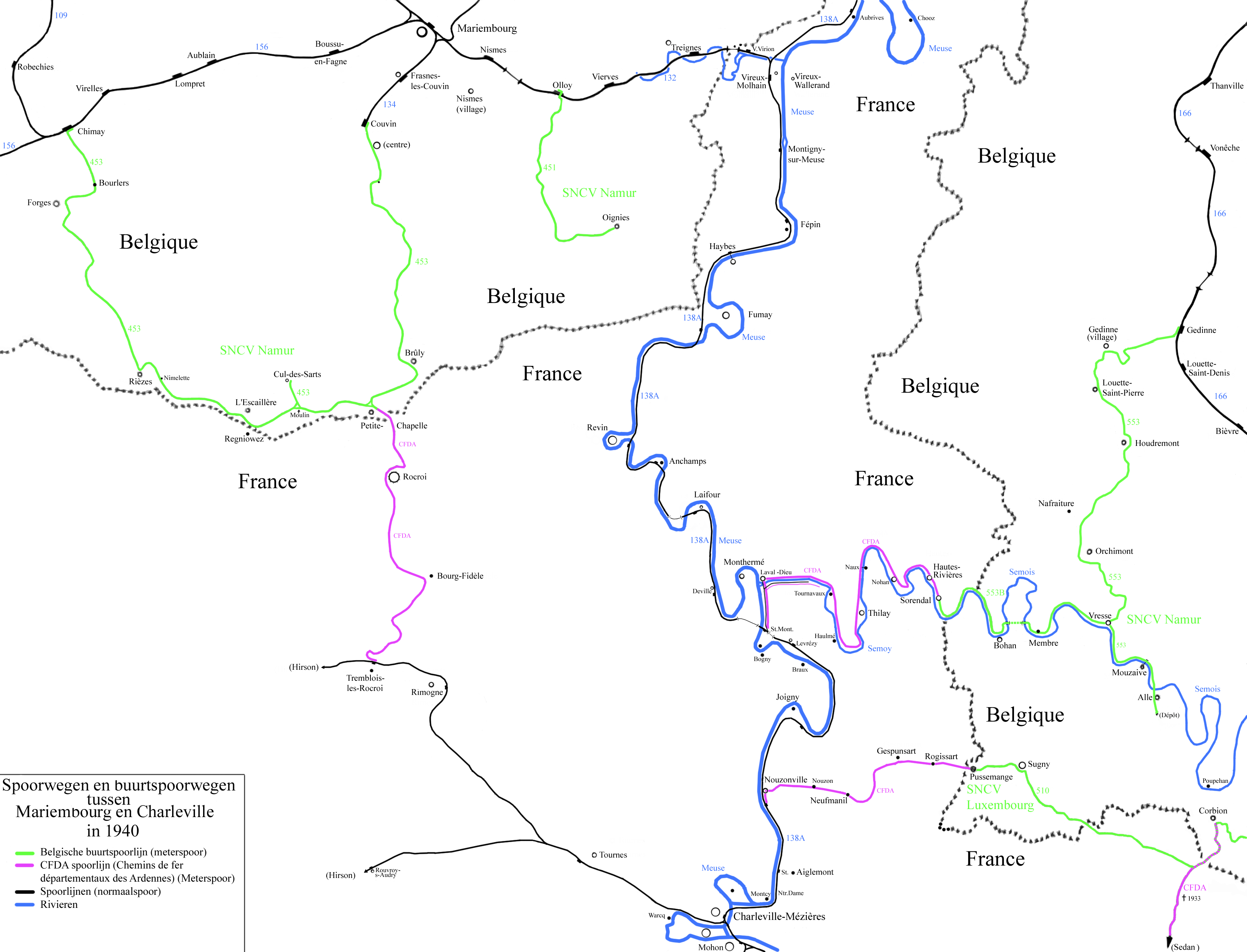
Kaart die CFDA verbindingen met België toont. (Paarse lijnen)

Oorspronkelijk werden de lijnen in opdracht van de militairen met 800mm-spoor aangelegd om het gebruik door een invasieleger te beperken. Hier werd echter snel van afgezien en de eerste spoorlijnen werden omgebouwd naar meterspoor. De CFDA heeft vier aansluitingen met de metersporige Belgische buurtspoorwegen gehad. Dit zijn de lijnen:
- Tremblois-lès-Rocroi – Bourg-Fidèle – Rocroi – Petite-Chapelle (België) vanwaar er aansluiting was naar Couvin en Chimay. Tremblois lag aan het Franse hoofdspoornet. De lijn is op 18 november 1895 geopend tot Rocroi met 800mm-spoor. Op 19 september 1903 is de lijn heropend met meterspoor en in de volgende jaren verlengd naar Petite-Chapelle. De hele lijn is opgeheven in 1950. (15 km) (Petite-Chapelle Tremblois)

- Monthermé (spoorstation – dorp) – Tournavaux – Haulmé – Thilay – Naux – Nohan – Les Hautes-Rivières – Sorendal – Bohan (België).[2] Van Monthermé tot Bohan volgt de spoorlijn de noordoever van de Semois. Op 19 oktober 1901 is de lijn geopend tot Hautes-Rivières en op 1 mei 1914 tot Sorendal. De verbinding met België naar Bohan is pas op 17 oktober 1938 geopend. De CFDA treinen reden niet verder dan Sorendal. De Belgische buurtspoorwegen hebben van hun kant Bohan pas bereikt in 1935, na de uitvoering van grote infrastructuurwerken (een tunnel van 220 meter en twee bruggen over de Semois rivier). Kort daarna, bij het uitbreken van de Tweede Wereldoorlog (10 mei 1940), werd de verbinding gesloten. Tijdens de Duitse terugtrekking in 1944 werden de bruggen en tunnel tussen Bohan en Membre zwaar beschadigd. De Belgische buurtspoorlijn is hierdoor nooit meer herbouwd. Aan de Franse kant is de lijn opgeheven in 1950. Het dorp Monthermé is ver afgelegen van de spoorlijn Givet – Charleville-Mézières. Vanaf het station  Monthermé, was er een industriële vierrailige aansluiting (meter en normaalspoor) langs de zuidoever van de Semois tot Phade.[3] (23 km)
- Nouzonville – Neufmanil – Gespunsart – Rogissart – Pussemange (België). De lijn tot Gespunsart werd op 1 augustus 1896 met 800mm-spoor geopend. Op 23 mei 1903 werd de lijn herspoord naar meterspoor en op 1 mei 1925 verlengd naar Pussemange. De hele lijn is opgeheven in 1950. (12 km)
- Sedan – Balan – Bazeilles – Daigny – Givonne – Olly – Corbion: Deze 20,7 kilometer lange tramlijn is geopend op 24 juli 1910 met meterspoor. Deze lijn werd al op 30 juni 1933 gesloten. Vlak bij Corbion was er een aftakkende NMVB-tramlijn op Frans grondgebied naar Sugny en Pussemange, twee Belgische dorpen die per spoor enkel via Frankrijk bereikbaar waren. Indirect was er dus een verbinding met de CFDA-tramlijn Nouzonville Pussemange. (route Corbion Olly)

Alle verbindingen met België werden bij het uitbreken van de Tweede Wereldoorlog verbroken en nadien niet meer hersteld. De route van de Franse grens tot Olly is nu een wandelpad door de bossen.

## Andere lijnen

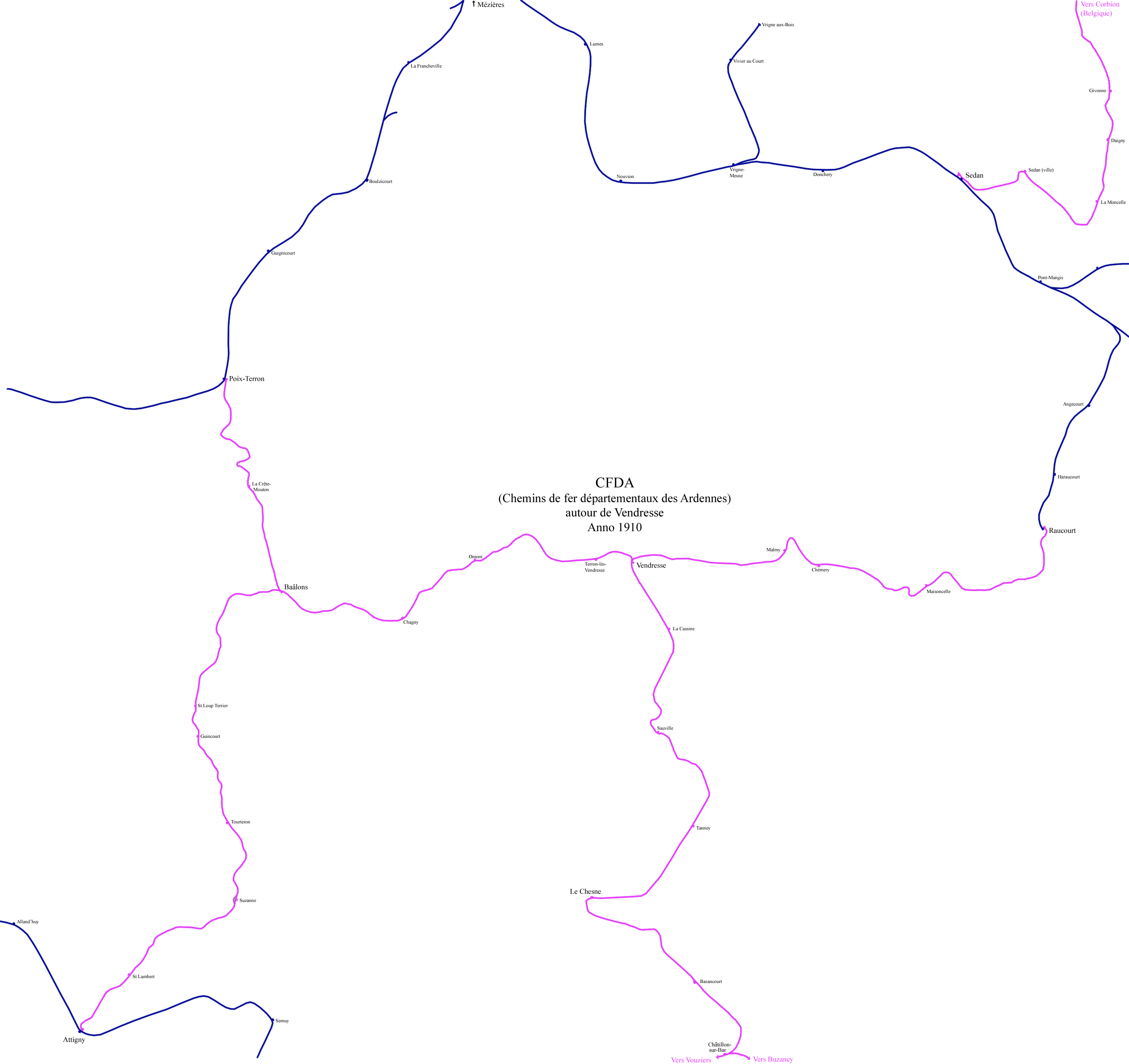
Kaart van CFDA lijnen rond Vendresse. (Paarse lijnen)

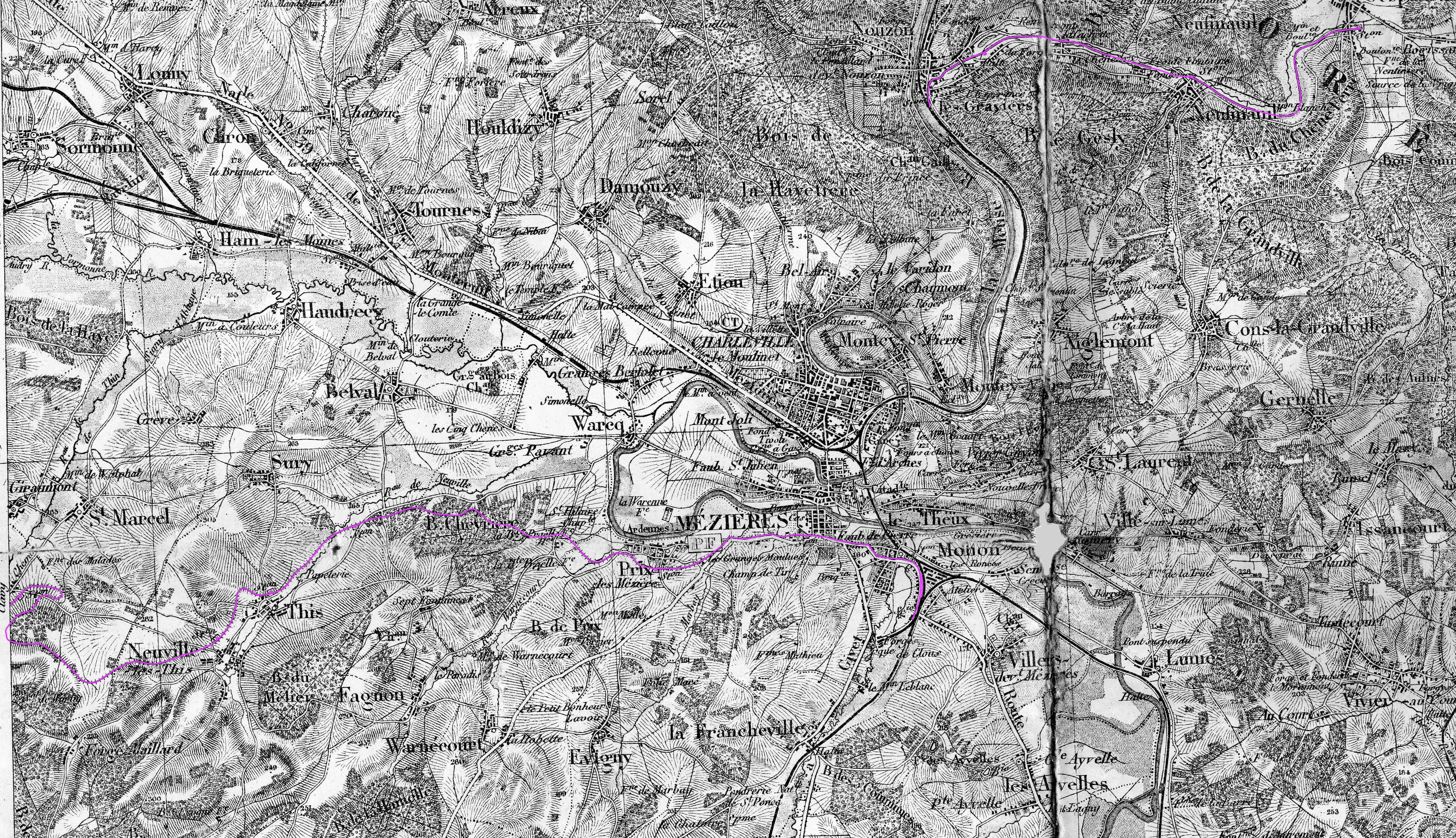
De twee CFDA lijnen rond Charleville-Mézières (In het paars). Bij Gespunsart, is de lijn nog niet verlengd naar België.

Sommige lijnen hadden een lijn gedeelte in het departement Aisne. Aansluitingen op andere CFDA zijn onderstreept.
- Mohon (Charleville-Mézières) – Mézières (Charleville-Mézières) – This – Clavy-Warby – Thin-le-Moutier – Signy-l'Abbaye – Lalobbe – La Neuville-lès-Wasigny. (45 km, gesloten 1948)
- La Neuville-lès-Wasigny – Renneville. (25 km, waarvan 1 km in Aisne, gesloten 1946)
- Asfeld[4] – Dizy-le-Gros – Montcornet. (44 km, waarvan 22 km in Aisne, gesloten 1947, gedeelte overgenomen door suikerfabriek tot 1961)
- Dizy-le-Gros – Saint-Erme-Outre-et-Ramecourt. (18 km in Aisne, gesloten 1947, gedeelte overgenomen door suikerfabriek tot 1961)
- Buzancy – Harricourt – Authe – Châtillon-sur-Bar – Noirval – Quatre-Champs – Vouziers. (24 km, gesloten 1933)
- Vouziers – Juniville – Le Châtelet-sur-Retourne. (41 km, gesloten 1933)
- Raucourt - Chémery-sur-Bar - Vendresse - Sauville - Le Chesne – Brieulles-sur-Bar – Châtillon-sur-Bar. (35 km, gesloten 1933)
- Vendresse – Terron-lès-Vendresse – Omont – Baâlons - La Crête-Mouton - Poix-Terron. (19 km, gesloten 1933)
- Baâlons - Guincourt - Tourteron - Suzanne - Charbogne/Saint-Lambert - Attigny. (17 km, gesloten 1933)

## Rijdend materieel
Er waren Corpet-Louvet stoomlocomotieven voor zowel het 80 cm spoornet als het meterspoornet. Na de Eerste Wereldoorlog zijn er naast getrokken treinen, motorrijtuigen ingezet op de CFDA spoornetten.